# Dyniogłowy II: Krwawe skrzydła
Dyniogłowy II: Krwawe skrzydła (ang. Pumpkinhead II: Blood Wings) – amerykański horror będący kontynuacją horroru Stana Winstona, opowiadającego o upiornym demonie zemsty, Dyniogłowym.

## Obsada
- Alexander Polinsky – Paul
- Ami Dolenz – Ami Dolenz
- Andrew Robinson – szeryf Sean Braddock
- Linnea Quigley – Nadine
- Lilyan Chauvin – pani Osle
- Steve Kanaly – Judge Dixon
- Mark McCracken – Dyniogłowy
- Hill Harper – Peter
- Gloria Hendry – Delilah Pettibone

## Fabuła
Akcja filmu rozgrywa się kilka lat po wydarzeniach z części pierwszej. Do małego miasteczka przyjeżdża szeryf ze swoją córką. Młoda dziewczyna szybko nawiązuje nowe znajomości z miejscową młodzieżą. Podczas jednego ze spotkań grupy, dochodzi do wypadku, w którym zostaje poturbowana staruszka, znana również z poprzedniej części. Kobieta nagle rozpływa się bez śladu. Młodzi chcąc sprawdzić, czy nic jej nie jest, odwiedzają jej domostwo. W jej domu panuje mrok i znajdują się różne dziwne rzeczy. Na stole usytuowane są mikstury, oraz instrumenty wiedzy tajemnej. Jednym ze sprawców wypadku jest Tommy, syn miejscowego sędziego. Niespodziewanie pojawia się właścicielka, każe wszystkim odejść. Pomiędzy zebranymi dochodzi do szamotaniny, kobieta upada na podłogę zaprószając ogień. Z pożaru cudem uchodzi z życiem wiedźma żądna zemsty. Na grupę zostaje nałożona klątwa, której wykonaniem zajmie się Dyniogłowy.